# Juan (macaco)
Juan foi um macaco-prego oriundo da província  de Missões, na Argentina, que no dia 23 de dezembro de 1969 foi enviado ao espaço, pelo Centro de experimentação e lançamento de foguetes, localizado no Departamento Chamical, em Rioja, no marco do Projeto BIO da Comissão Nacional de Investigações Espaciais.
É considerado por alguns como o primeiro astronauta argentino (ainda que anteriormente tenham enviado alguns roedores, entre eles, o rato Belisario e a rata Dalila). No entanto, a realidade esses animais só conseguiram ultrapassar a mesosfera, já que internacionalmente se considera que o limite entre a atmosfera e o espaço se encontra aos 100 quilómetros de altura.
Sua história é narrada no filme argentino, Juan, o primeiro astronauta argentino (Juan, el primer astronauta argentino), dirigido por Diego Julio Ludueña. Sua viagem foi única na América Latina.

## Antecedentes
Em 1969, Argentina estava desenvolvendo um programa espacial, que avançava de forma lenta, mas contínua. No início de 1967 já havia enviado ao espaço o rato Belisario e procurava seguir aperfeiçoando seus foguetes, com o objetivo de desenvolver de forma directa e autónoma, com o objetivo de colocar satélites em órbita. A longo prazo, também se considerava a possibilidade de realizar voos com humanos.
Com o objetivo de aprimorar o conhecimento, a equipe do projeto decidiu enviar um macaco ao espaço, com o intuito de monitorar seus sinais vitais, durante o voo e, por fim, trazê-lo novamente vivo para estudar as consequências  da exposição espacial no corpo humano. Para isso, a Gendarmería Nacional capturou um macaco prego, em Missões. Pesava cerca de 1,4 kg e media, aproximadamente, 30 cm.
O símio foi apelidado de Juan, algum tempo depois, viajaria a bordo do Canopus II, um foguete sonda de uns quatro metros de largura e  50 kg de carga explosiva, desenvolvido na Argentina.

## Preparativos

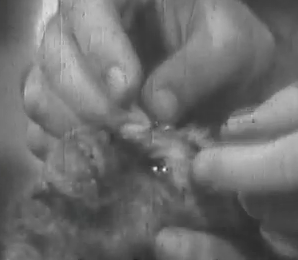
Um especialista coloca em Juan um dispositivo de controle corporal antes da decolagem.

Há alguns meses antes, o Apolo 11 tinha chegado à Lua. A viagem do macaco Juan foi uma grande conquista para a Argentina, já que os únicos que haviam conseguido enviar um animal vivo ao espaço eram somente os Estados Unidos, a URSS e França. Um dado estatístico era que, dos vinte macacos que já haviam sido enviados ao espaço, lançados por naves de diferentes países, até aquele momento, só a metade deles haviam regressado com vida.
A equipa do Projecto BIO tinha como principal objectivo monitorar os sinais vitais de Juan, em tempo real, durante o percurso e trazê-lo com vida à superfície. Para conseguir o primeiro objetivo, prenderam vários sensores ao corpo do animal, cuja informação era transmitida ao Centro de Experimentação da Comissão Nacional de Investigações Espaciais mediante um sistema telemétrico desenvolvido especialmente para esta finalidade, que, depois seria utilizado em aviões da Força Aérea Argentina para monitorar o estado de saúde dos pilotos.
Juan viajou sedado, para mantê-lo calmo, mas consciente. Estava coberto por um casaco impermeável e sentado num assento desenhado especialmente para reduzir os efeitos da aceleração sobre o corpo do animal. Essas ações foram necessárias para mantê-lo vivo durante todo o trajeto.
Este assento, por sua vez, estava dentro de uma cápsula chamada Amanhecer (Amanecer) que se encontrava localizada na ponta do foguete Canopus II, que já tinha realizado dois voos de teste. Adicionalmente, a cápsula estava pressurizada e contava com uma reserva de oxigênio de 15 a 20 minutos.
Eu nunca esquecerei quando olhei Juan, através da escotilha, pouco antes de decolar. Veio-lhe o reflexo do sol. Eu disse: "Que bom se eu pudesse te ver de novo!".— Luis Cueto, engenheiro do Projeto BIO

## O lançamento espacial

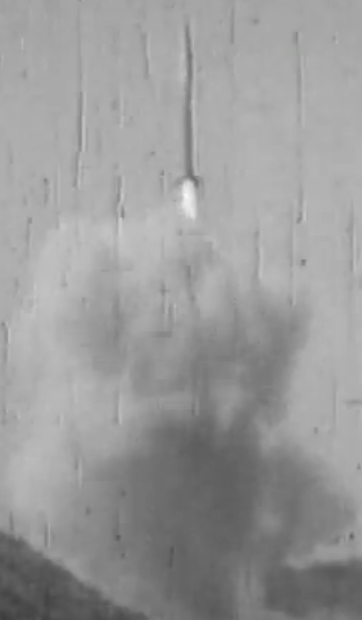
Descolagem do Canopus II com Juan em seu interior.

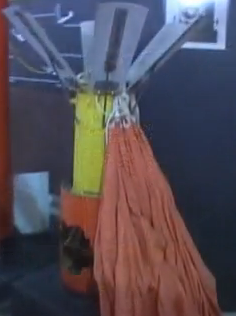
Sistema de frenagem em forma de pétalas.

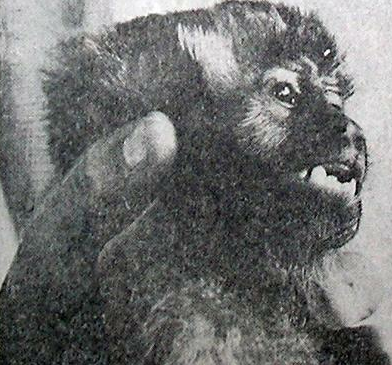
Juan no dia do voo espacial.

O foguete decolou no dia 23 de dezembro de 1969 do  Centro de Experimentação da cidade de Chamical, na província da Rioja. A base espacial encontra-se neste lugar como é uma planície desértica, localizada a mais de 450 m acima do nível do mar, onde costuma ter apresentação boas condições de tempo.
Durante os primeiros cinco minutos, atingiu uma altitude superior a 7 km, depois os motores foram desligados e continuou ascendendo pela inércia, ainda por vários quilómetros. Neste  momento, o medidor localizado na parte externa da ogiva, registrava uma temperatura de 800 °C. No entanto, a temperatura interna da cápsula, nunca superou  25 °C.
À medida que subia, a trajetória do foguete seguia como uma parábola, já que tratava-se de um voo suborbital (escapava da atmosfera, mas não entrava em órbita como um satélite). Durante seu apogeu atingiu uma altura de 82 quilómetros. A estratósfera termina aos 50 km e nenhum avião comercial voava acima dos 15 km.
Uma vez atingido o ponto de maior altura, o motor separou-se e a carga explosiva caiu em terra, enquanto o resto do foguete desprendeu freios aerodinâmicos, para manter a estabilidade e começar a descer lentamente para a superfície. Como seu nome o indica, este sistema de frenagem permitia reduzir a velocidade (coisa necessária, antes de desprender o paraquedas), sem perder sustentação.
O funcionamento do mecanismo consistia em desprender várias barbatanas na parte inferior (superior desde o ponto de vista da queda) da carga explosiva formando uma forma similar aos pétalas de uma flor abrindo-se. Este design, inspirado no eucalipto, teve um resultado muito eficiente, já que não só reduziu a velocidade, como também eliminou a parábola, permitindo uma queda em 90 graus, ideal para que, o para-quedas pudesse abrir com segurança.
Até esse momento, Juan respirava com o oxigênio da cápsula pressurizada, os instrumentos não indicavam nenhuma alteração de saúde. Uma vez atingida uma velocidade de 108 km/h, a uma altura de 3000 m, foram aberto as escotilhas e uma turbina começou a ventilar o interior da câmara do macaco. Dessa maneira, Juan voltava a respirar ar natural, sem depender da reserva de oxigénio. Logo depois, se desprenderam os outros dois para-quedas maiores que o primeiro e começou uma aterrissagem suave.
O principal temor da equipe era que a nave caísse numa zona com água e que a turbina de ventilação começasse a inundar a  escotilha. No entanto, isto era pouco provável devido à topografía do local e a aterrissagem finalmente aconteceu em Salina A Antiga, a 60 km de Chamical.

## Após a viagem
Uma vez localizado o foguete,  transportaram-no para a  base de operações. Quando abriram a escotilha, encontraram Juan em perfeito estado de saúde. Ainda estava passando pelos efeitos  do sedativo ainda e movia-se muito lentamente, mas também pelo stress em decorrência  da viagem. O técnico que havia colocado Juan no assento do foguete, apresentou-o Juan para os presentes, toda a viagem vertiginosa transcorreu em, apenas, 15 minutos.
Depois da viagem, Juan ainda viveu durante mais de dois anos no zoológico da cidade de Córdoba, sendo a principal atração. Sua história foi relatada no documentário Juan, o primeiro astronauta argentino (Juan, el primer astronauta argentino) de Diego Julio Ludueña.